# 바로시아

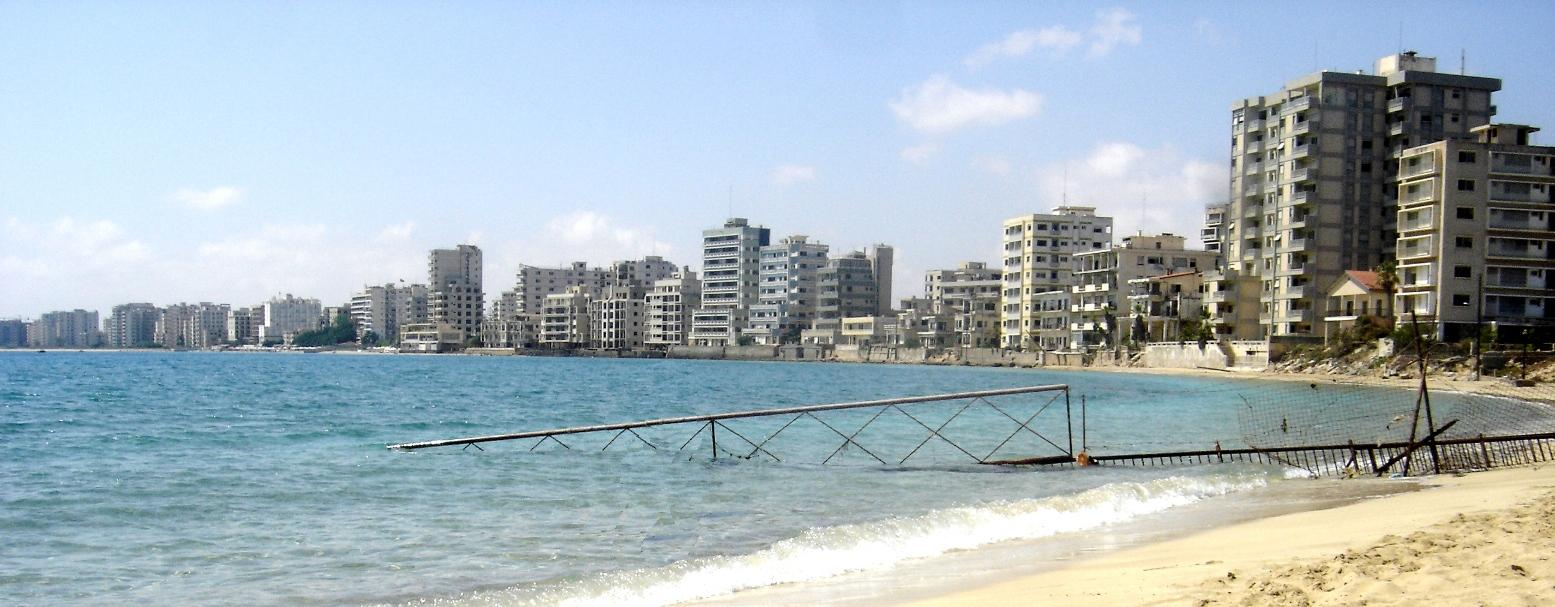
바로시아

바로시아(그리스어: Βαρώσια) 또는 마라슈(튀르키예어: Maraş)는 키프로스 파마구스타의 도시이다. 1970년대까지 인기를 끌던 대표적인 휴양 도시였다.
1974년 튀르키예의 키프로스 침공 이후부터 튀르키예의 지원을 받는 북키프로스에 속하게 되었지만, 경계에 맞닿아 위험 지역의 하나가 되었고, 후에 터키군의 군사 기지가 되면서 지금은 유령 도시로 전락하였다.
최근 바로시아를 재개발하려는 움직임이 있으나, 아직까지 진전은 없다.